# Stefan Hoff

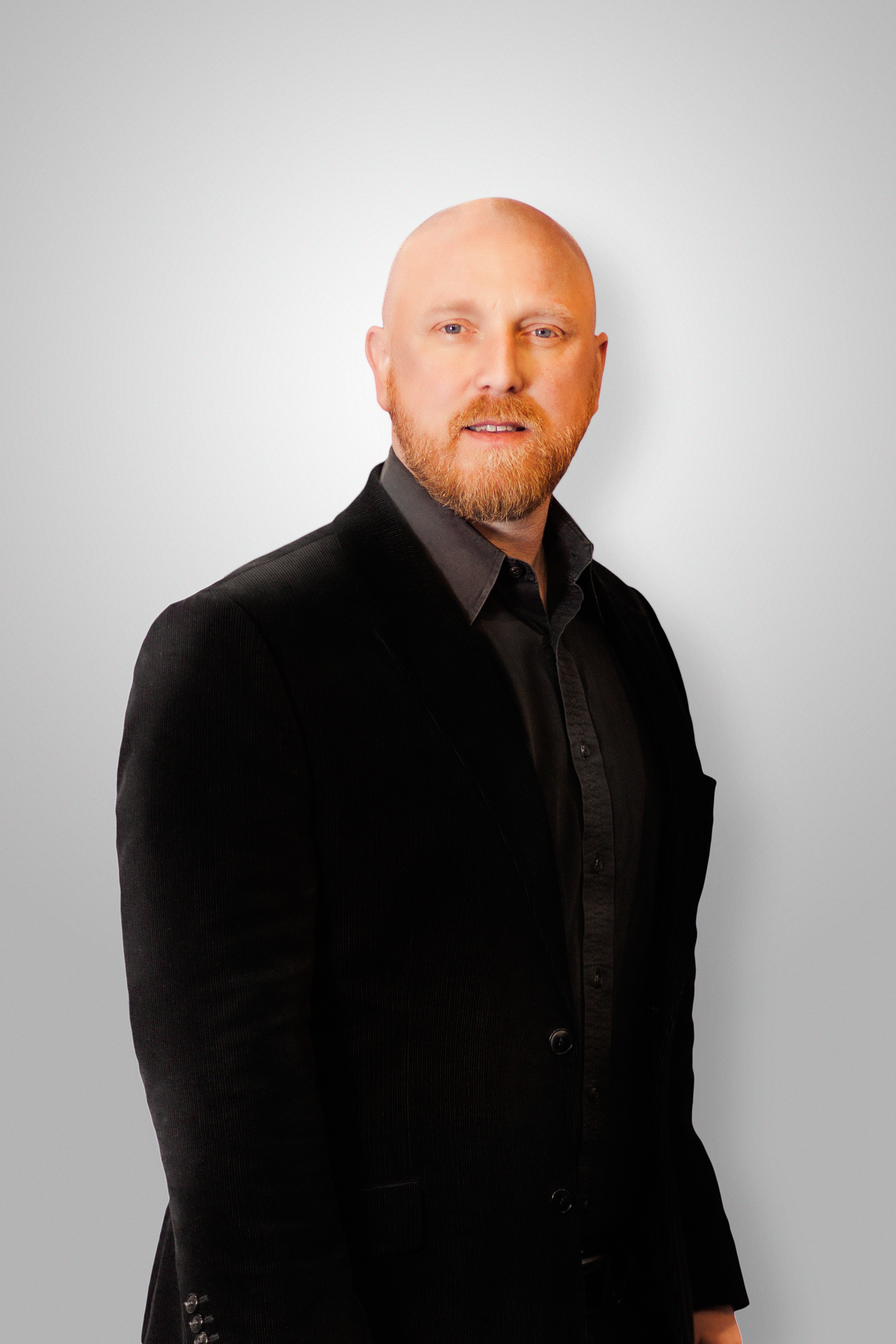
Stefan Hoff (2016)

Stefan Hoff (* 8. Februar 1968 in Köln) ist ein deutscher Medienmanager. Er ist Vorsitzender des Verbands Technischer Betriebe für Film und Fernsehen (VTFF) in Berlin.

## Leben
Zu Beginn seiner beruflichen Karriere war Stefan Hoff freier Sportredakteur beim WDR, bei RTL, Sat.1, Premiere (heute Sky Deutschland) und dem DSF (heute Sport1). In dieser Zeit war er auch Teil des „ran SAT.1“-Reporterteams, bestehend aus Jörg Dahlmann, Claudia Neumann und Stefan Hoff.
Von 1996 an etablierte er das Stadion TV (FAN TV), zunächst in den deutschen Fußballstadien des SV Werder Bremen mit den Stadionsprechern Christian Stoll und Stephan Kaußen, von Borussia Dortmund mit dem Stadionsprecher Norbert Dickel, Hertha BSC, dem Karlsruher SC mit den Stadionsprechern Stefan Moser und Stefan Mohr, sowie dann dem FC Bayern München mit dem Stadionsprecher Stephan Lehmann. Es folgten Produktionen zu weiteren Sportarten wie Springreiten (CHIO Aachen), Eishockey (Kölner Haie), Skispringen (Vierschanzentournee) und Motorsport (DTM). Zu einem der umfangreichsten Projekte Hoffs wurde die Umsetzung des Stadion-TVs im Auftrag des DFB und der FIFA in allen WM-Stadien während der Fußball-Weltmeisterschaft 2006 in Deutschland mit den Moderatoren Christian Stoll und Stephan Lehmann.
Von 2008 bis 2022 war Hoff Geschäftsführer bei der EMG Germany GmbH (ehemals nobeo GmbH). Zuvor war er Geschäftsführer und Vorstandsmitglied der börsennotierten Wige Media AG. Mit der Kolumne „The Hoff“ setzt sich Stefan Hoff seit 2018 mit aktuellen Geschehnissen der TV- und Medien-Branche auseinander. Sie erscheint im Kommunikationsbranchen-Magazin Clap Club. 2014 gründete Stefan Hoff sein eigenes Unternehmen, die seeyouhere communication GmbH. Seit 2024 ist Stefan Hoff Geschäftsführer der MMC Studios Köln GmbH und der MMC Movies Köln GmbH.